# 미국 태평양 전략 공군
미국 태평양 전략 공군(United States Strategic Air Forces in the Pacific (USASTAF))은 제2차 세계 대전 당시 미국 육군 항공대의 태평양 지역 전투 사령부이다. 태평양 전쟁 말인 1945년 6월 16일에 설립되었으며, 미국 유럽 전략 공군(USSTAF)에 대응하는 전투 사령부였다. 이 사령부는 예정된 일본 침공에 맞춰 일본 본토를 폭격하는 것이었다. 이후 1945년 12월, 태평양 전쟁 이후 이 공군은 해산되었다.

## 역사

### 설립
1945년 7월 2일, 합동 참모본부는 미국 태평양 전략 공군의 설립을 승인했으며 카를 앤드류 스파츠를 사령관으로 삼고 괌에 본부를 두었다. 이 공군 부대는 제7전투기사령부와 제21폭격기사령부로 구성되었고, 유럽 전구 작전처에서 오키나와로 이전한 제8공군의 부대도 포함하고 있었다. 커티스 르메이 장군이 카를 스파츠의 참모총장으로 들어갔다.
괌은 원래 제21폭격기사령부의 기지였고, 제8공군이 도착하기 전까지 새로운 인력과 장비를 제공할 수 있었다. 7월 16일, 제20공군의 본부가 워싱턴 DC에서 하먼 비행장으로 옮겨졌고, 제20폭격기사령부의 본부는 활동이 중단되었다. 또한 제21폭격기 사령부는 제20공군 본부 및 본부 편대로 재편되었다. 이에 따라 커티스 르메이가 괌에 도착했을 때 그는 폭격기 부대와 전투기 부대를 동시에 운용할 수 있었다. 스파츠는 7월 29일에 업무를 시작해 기동부대를 설립하기 위해 노력했다.

### 해체
1945년 12월 6일 미국 태평양 전략 공군은 본부의 활동 중지로 폐지되었다. 그러나 사령부의 병력, 무기 및 항공기는 미국 태평양 공군으로 이관되었으며, 이 사령부는 미국 태평양 육군의 휘하 부대였다. 1946년 5월 17일 미국 태평양 공군은 일본 도쿄로 사령부를 옮겼다. 극동 공군 사령부로 전환되는 태평양 공군 복무 사령부 또한 미국 태평양 공군에 배속되었다.

### 구성
- 제8공군; 1945년 7월 16일 ~ 1945년 12월 6일
- 제20공군; 1945년 7월 16일 ~ 1945년 12월 6일